# Darwine
Darwine – nierozwijany już port bibliotek Wine na Darwin i Mac OS X (projekt Wine dostarcza kod źródłowy dla OS X, ale nie wydania binarne). Projekt Darwine miał na celu przeniesienie i rozwój Wine, a także innych narzędzi pomocniczych, które pozwoliłyby użytkownikom Darwina i Mac OS X uruchamiać aplikacje Windows i zapewnić zgodność z Win32 API na poziomie kodu źródłowego aplikacji.
Darwine to bezpłatna aplikacja typu open source, której celem jest umożliwienie aplikacjom zaprojektowanym dla systemu Microsoft Windows uruchamiania w systemach operacyjnych Mac OS X. Darwine został opracowany z Wine, który wykonywał te funkcje w innych systemach operacyjnych Unix i Linux. Darwine dostarczył również bibliotekę oprogramowania, znaną jako Winelib, na podstawie której programiści mogą kompilować aplikacje Windows, aby pomóc w przeniesieniu ich do systemów uniksowych.

## Historia
W 2002 roku część zespołu OpenDarwin stworzyła Darwine do obsługi kompilacji źródła Win32 do plików binarnych Mach-O/PowerPC dla komputerów Macintosh. Grupie udało się przenieść Wine z formatu ELF na Mach-0/Mach-O/PowerPC. Następnie programiści pracowali nad integracją emulatora procesora QEMU z wersją Wine kompatybilną z Mac OS, aby uruchomić pliki EXE Win32 na Mac OS X dla PowerPC.
Uwagę zespołu zmieniła sytuacja przejścia Maca na procesory Intel. Darwine zastosował swoje poprawki błędów do Wine dla oddzielnej wersji wydanej pod nazwą Darwine x86 Macintosh. Komputery Macintosh z architekturą x86 mogą uruchamiać programy Windows natywnie, co daje prędkości porównywalne z programami alternatywnymi dla komputerów Mac. Projekt Darwine wstrzymał aktywny rozwój wersji Darwine na PowerPC pod koniec 2006 roku, ale został później przywrócony. Wersja 1.0 została wydana 17 czerwca 2008r.
Po wielu przemyśleniach podjęto decyzje aby przenieść wersje poprawkowe z architektury x86 do głównej wersji Wine. 29 maja 2009 r. Kronenberg.org oświadczył, że „Jak niektórzy mogli przeczytać na Wine-Devel, Darwine jest martwy na zawsze. Port Wine, znany wcześniej jako Darwine, jest teraz Wine”.

## Przebudowane wydania
Projekt Wine dostarcza kod źródłowy dla wersji x86 OS X, ale nie dla wersji binarnych. Projekt Darwine miał kilku programistów wydających wstępnie skompilowane pliki binarne, dostępne do pobrania w obrazie dysku DMG w celu łatwiejszej instalacji ze strony projektu Sourceforge.

## Zewnętrzne linki
- Official Wine and Unofficial Preview releases Kronenberg.org ("As some might have read on Wine-Devel, Darwine is dead for good. The OS X port of Wine formerly known as Darwine is now Wine.")
- Wine Application Compatibility (WINEHQ) Compatible Software
- Darwine - Sourceforge Sourceforge
- Darwine - Google Code Google Code